# Виноградово (Херсонская область)
Виноградово (укр. Виноградове) — село в Херсонском районе Херсонской области Украины. Центр Виноградовской сельской общины. В 2022 году, во время вторжения России в Украину, село было захвачено. На данный момент находится под оккупацией российской армии.
Почтовый индекс — 75145. Телефонный код — 5542. Код КОАТУУ — 6525081001.

## Население
Население по переписи 2001 года составляло 4636 человек.

### Языковой состав
Родной язык населения по данным переписи 2001 года:
| Язык       | Численность, чел. | Доля     |
| ---------- | ----------------- | -------- |
| Украинский | 4 424             | 95,43 %  |
| Русский    | 167               | 3,60 %   |
| Другое     | 45                | 0,97 %   |
| Итого      | 4 636             | 100,00 % |

## Общие сведения
В центре находится рынок, супермаркет, множество магазинов, дом культуры, школа, детский садик, церковь, больница, фонтан, каштановая аллея и памятник В. И. Ленину. Также в селе есть братская могила, именуемая «Парком славы», выполненная в виде аллеи роз с памятником солдату и Вечным огнём в центре.
На одной из улиц располагалась столетняя мельница. По неосторожности в 2000 году она была сожжена.
В советское время в селе был колхоз «Имени 21 съезда КПСС» и совхоз «НХП», зерноток, автобаза, 4 тракторные бригады, ремонтная мастерская, заготовительные пункты и собственный мелиоративный канал.

## Местный совет
75144, Херсонская обл., Алёшковский р-н, с. Виноградово, ул. Ларионова, 7